# Wynant Hacfort
Wynant Hacfort (1520 of 1522 – 18 oktober 1563; voornaam ook geschreven als Wijnant of Wijnand, achternaam ook als Hackfort of Van Hackfort) was een bestuurder in de Habsburgse (Spaanse) Nederlanden. Hij behoorde tot het geslacht Hacfort. In 1559 en in 1563 was hij burgemeester van Arnhem. Deze stad had in die periode telkens twee burgemeesters die telkens voor een jaar werden aangesteld. In 1559 was Hackfort dit samen met Johan van den Bergh en in 1563 met Willem van Poelwijck.
Wynants vader, Olifier Hackfort, was een schepen van Arnhem tussen 1516 en 1535. Zijn moeder, Christina, kwam uit de familie Van Arnhem. De machtsverdeling was in die tijd zodanig dat er telkens één burgemeester uit de familie Van Arnhem kwam en één uit de familie Van de Gruuthuys. Zowel Van den Bergh als Poelwijck waren verbonden aan die familie.
Hackfort gaf opdracht om het Kasteel Ter Horst te bouwen in Loenen. Dit is zeven generaties in het bezit geweest van de familie, die zich hierna Hacfort tot ter Horst noemde.
Wynant Hackfort was getrouwd met Aleyt Boshoff/Bushoff. Hij had een huis aan de Koningstraat in Arnhem, waar hij in 1563 is overleden. Hij is als eerste bijgezet in de Sint-Eusebiuskerk in een nieuw aangelegde grafkelder. Zijn vrouw erfde van hem het landgoed Huningh in Halle. Vijf jaar na zijn dood brak de Tachtigjarige Oorlog uit.